# Жихарка (мультфильм, 1977)
«Жихарка» — советский рисованный мультипликационный фильм 1977 года по мотивам русской народной сказки.

## Сюжет
По мотивам русской сказки о мальчике-удальце.

## Создатели
- Автор сценария: Владимир Голованов
- Режиссёр: Наталия Голованова
- Художник-постановщик: Макс Жеребчевский
- Композитор: Николай Сидельников
- Оператор: Борис Котов
- Звукооператор: Борис Фильчиков
- Художники-мультипликаторы: Виолетта Колесникова, Алексей Букин, Владимир Крумин, Юрий Мещеряков, Николай Фёдоров, Валентин Кушнерёв
- Художники: Анна Атаманова, Николай Куколев
- Ассистенты: Татьяна Галкина, Майя Попова, Аркадий Шер
- Монтажёр: Изабелла Герасимова
- Редактор: Татьяна Папорова
- Директор картины: Любовь Бутырина

## Роли озвучивали
- Лия Ахеджакова — Жихарка
- Зинаида Нарышкина — Лиса
- Василий Ливанов — Баба-Яга
- Александр Граве — Кот
- Гарри Бардин — Петух